# Jaclyn Betham
Pour les articles homonymes, voir Betham.
Jaclyn Michelle Betham, née le 4 juillet 1986 dans le comté de Los Angeles en Californie, est une actrice, productrice et scénariste américaine.

## Biographie
Jaclyn Betham s'est fait connaître avec son rôle d'Amanda Cryer dans la série télévisée The Haves and the Have Nots.

## Filmographie

### Comme actrice
- 2010 : America's Most Wanted: America Fights Back (série télévisée documentaire) : Shannah
- 2011 : J.A.W. (court métrage) : la joueuse de volleyball sexy
- 2012 : Quiet (court métrage) : Sam
- 2012 : The LXD: The Legion of Extraordinary Dancers (série télévisée) : la ballerine principale
- 2013 : 90210 Beverly Hills : Nouvelle Génération (série télévisée) : la fille à la plage
- 2013-2014 : The Haves and the Have Nots (série télévisée) : Amanda Cryer (56 épisodes]
- 2014 : Sebell: Till the Sun Burns Out (court métrage)
- 2015 : Touched : Maria
- 2016 : Ulterior Motives: Reality TV Massacre : Darcy Burns
- 2017 : Getaway Girls : Tamara
- 2017 : Bring Me a Dream : Avery Quinn

### Comme productrice
- 2017 : Getaway Girls

### Comme scénariste
- 2017 : Getaway Girls